# Runic (группа)
Rúnic (МФА: [ˊru:nɪk]; с англ. — «Рунический») - испанская фолк-метал / мелодик-дэт-метал группа из г. Кастельон-де-ла-Плана, Валенсия, Испания.

## История
Группа Runic была основана в Кастельон-де-ла-Плана в 2001 году. В том же году они выпустили свой первый мини-альбом "Awaiting the Sound of the Unavoidable"  из шести песен, пять из которых были написаны участниками Runic, а композиция "The Search" является метал-адаптацией саундтрека к фильму "Конан-варвар", написанного Бэзилом Поледурисом. В 2006 году был выпущен альбом "Liar Flags", принесший коллективу международную известность,  продолжающий линию, взятую на "Awaiting the Sound of the Unavoidable", привнося при этом в творчество группы новые инструменты, новые звуки, аранжировки; новую атмосферу.
В 2011 году группа фактически прекратила существование.

## Музыкальный стиль и тематика песен
Одни определяют стиль группы как Melodic/Epic Death Metal, другие как Viking Metal, а остальные как Pagan Metal. Runic считают свою музыку смешением всех этих направлений метала. Творчество Runic отдает дань уважения  группам, исполняющим кельтскую музыку (песня "Nau"  является кавер-версией одноименной песни ансамбля Luar na lubre). В их музыке используются некоторые традиционные инструменты народной музыки (такие как волынки, колёсные лиры, скрипки, барабаны, флейты и т. д.), а также оркестровые аранжировки.
В текстах песен фигурируют темы язычества (к примеру, взывание к духам предков в  композиции "Predecessor" Архивная копия от 1 мая 2018 на Wayback Machine), темы мифологии, эпических битв. Отдельно стоит отметить отсылки к вселенной "Конана-Варвара"  Роберта Ирвина Говарда в песнях "To the Fallen Ones"  Архивная копия от 1 мая 2018 на Wayback Machine, "Last Days of Aghrapur"  Архивная копия от 1 мая 2018 на Wayback Machine Архивная копия от 1 мая 2018 на Wayback Machine, "When the Demons Ride"  Архивная копия от 1 мая 2018 на Wayback Machine

## Состав

### Состав в 2006 году
- Juan (Pato)- вокал, гитара
- Iván (Pirri)- гитара
- David - бас
- Eneas - клавишные
- Rivas - ударные

### Бывшие участники (к 2006 году)
- Vicente - гитара (2002)
- Alex - бас (2003)
- Richarte - бас (2003/2004)
- José - гитара (2002/2006)

## Дискография
- "Awaiting the Sound of the Unavoidable" (2001, EP)
- "Liar Flags" (2006, LP)